# Komierowo
Komierowo – wieś w Polsce położona w województwie kujawsko-pomorskim, w powiecie sępoleńskim, w gminie Sępólno Krajeńskie.
W latach 1975–1998 miejscowość administracyjnie należała do województwa bydgoskiego. Według Narodowego Spisu Powszechnego (III 2011 r.) liczyła 347 mieszkańców. Jest szóstą co do wielkości miejscowością gminy Sępólno Krajeńskie.

## Historia
Na wzniesieniu górującym nad okolicą przed 1656 istniała mała warownia szlachecka, która zniszczona została w czasie potopu szwedzkiego. W 1670 odbudowana jako niewielki pałac, wokół którego założono okazały park ze stawami. 
Pod koniec XIX wieku na zlecenie Romana Komierowskiego architekt Wiktor Stabrowski przebudował pałac w stylu neogotyckim. Ostateczny kształt nadał obiektowi Tomasz Komierowski (zamordowany przez okupanta w 1939), z którego inicjatywy między 1924 a 1929 rokiem powstał obecny budynek.
Po II wojnie światowej znacjonalizowany pałac był ośrodkiem pracy dla więźniów, siedzibą PGR, magazynem, a następnie młodzieżowym ośrodkiem jeździeckim, popadając sukcesywnie w ruinę. W 1997 roku mazowiecka linia Komierowskich odkupiła Pałac od Skarbu Państwa. Tworzące pałacowy park o powierzchni blisko 16 ha, wielusetletnie drzewa (głównie dęby szypułkowe) przetrwały w większości do 2017 roku, gdy potężna nawałnica powaliła 700 z nich. Będący wówczas na ukończeniu projekt rewaloryzacji parku opracowany przez specjalistę ds. ogrodów historycznych, architekta krajobrazu Łukasza Przybylaka, musiał zostać przekształcony w projekt rekonstrukcji całego założenia. W 2018 roku zakończono renowację trwającą 6 lat, a w pałacu właściciele urządzili hotel. 
Na początku listopada 1944 r. w Komierowie stacjonował Batalion desantowy Dalwitz.
W Komierowowie urodził się nauczyciel bibliofil Piotr Nowicki, który  w 1930 roku został odznaczony Złotym Krzyżem Zasługi.

## Zabytki
Według rejestru zabytków NID na listę zabytków wpisany jest zespół pałacowy z przełomu XIX/XX w., nr rej.: A/214/1-4 z 5.06.1987:
- klasycystyczny pałac z lat 1924–1929,
- park,
- oficyna z 1919,
- kuźnia z 1919.